# Boris Artzybasheff
Boris Artzybasheff (russe : Борис Арцебашев, né à Kharkov le 25 mai 1899, décédé le 16 juillet 1965), est un illustrateur américain d'origine russe.
Fils de l'écrivain Mikhaïl Artsybachev, il fuit le communisme soviétique et arrive en 1919 à New York où il est embauché par un atelier de gravure. Ses dessins commencent à être publiés en 1922. Il est connu pour ses illustrations de livres (une cinquantaine), de publicités (Xerox, Shell, Pan Am, Scotch Tape, Parker Pens, etc.), mais encore et surtout pour son travail pour des  magazines, notamment pour Time (dont il réalise plus de deux-cents couvertures entre 1941 et 1965), Life et Fortune.
Son style, soutenu par une solide technique classique, est marqué par un goût pour les représentations anthropomorphiques (de machines notamment) que l'on a parfois qualifié de surréaliste.